# Olénivka (Pervomàiske)
|  | Per a altres significats, vegeu «Olénivka». |

Olénivka (en ucraïnès: Оленівка, en rus: Еленовка, Ielénovka) és un poble de la República Autònoma de Crimea a Ucraïna, que el 2014 tenia 267 habitants. Pertany al districte rural de Pervomàiske.